# Седоголовая горихвостка
Седоголовая горихвостка (лат. Phoenicurus coeruleocephala) — вид птиц из рода горихвосток семейства мухоловковых (Muscicapidae). Подвидов не выделяют. Распространён в Азии.

## Описание
Седоголовая горихвостка достигает длины около 15 см и массы 13—17 г. У взрослых самцов макушка и затылок серовато-голубого цвета. Лицо и верхняя часть груди чёрные. Верхняя часть тела чёрная с яркой белой полосой, проходящей от лопатки до третьестепенных маховых перьев. Нижняя часть тела белая. Клюв и ноги чёрные. У взрослых самок верх тускло-серовато-коричневого цвета, низ немного бледнее, подхвостье беловатое. На крыльях заметны две узкие беловатые полоски. Надхвостье каштановое, хвост черноватый. Молодые особи похожи на взрослых самок, но тёмно-коричневого цвета с желтовато-коричневыми отметинами; третьестепенные маховые перья с беловатыми кончиками.

## Вокализация
Седоголовая горихвостка поёт с присады на боковой ветви, довольно высоко от земли. Песня представляет собой серию громких, быстрых, нерегулярных, звенящих джинглов «trrri-trrru-trrri-trrru-trrri-trrru-trruwhit-trruwhit», повторяющихся с вариациями в течение нескольких минут подряд. Позывка представлена при тревоге жалобным писком «eet», а также повторяющимся щелчком «tk».

## Распространение и места обитания
Тянь-Шань от юго-востока Казахстана и западного Китая, к югу до северо-востока Афганистана и к востоку через западные и центральные Гималаи до центрального Непала, и возможно, Бутана. Седоголовая горихвостка гнездится в открытых, относительно сухих лесах, как правило, с небольшим подлеском, в основном в сосново-кипарисовых (Pinus-Cupressus) районах, на верхней границе произрастания гималайского кедра (Cedrus deodar), пихты (Abies) с березой (Betula) и можжевельником (Juniperus), в зарослях, кустарниках на скалистых склонах; на высоте 2400—3900 м над уровнем моря в Гималаях. Также в зарослях орешника в Афганистане и в Киргизии. Зимует в открытых долинах и склонах холмов на высоте 1200—3500 м. В Китае гнездится на высоте 2400—4300 м; зимует в сосновом лесу, кустарниках и оливковых рощах на высоте 1200—3000 м. Обычно придерживается затенённых нижних ярусов внутри хвойных лесов.

## Биология
Седоголовая горихвостка добывает пищу в кронах деревьев и на земле, иногда ловит насекомых в полёте. Летом в состав рациона входят насекомые; иногда ягоды и семена. Птенцов кормит мотыльками и гусеницами. 
Сезон размножения продолжается с мая по июнь в Афганистане и Таджикистане; с середины мая до конца июня/начала июля в Пакистане, с мая по июль в Кашмире и с апреля по июль в Непале; иногда бывает два выводка. Гнездо представляет собой громоздкую широкую неглубокую чашу из грубой травы, коры, сухих листьев и мха, выстланную перьями и шерстью. Располагается на земле или в трещинах скал, среди корней, в дупле под гнилым бревном, на берегу или в густом кустарнике. В кладке 2–4 яйца, яйца серовато-белые, бледно-серо-зелёные или тускло-кремово-охристые с мелкими бледно-красными пятнышками. Другой информации нет.